# 白彬菊
白彬菊（英語：Beatrice Sturgis Bartlett，1928年10月4日—2024年4月1日），美国历史学家，耶鲁大学历史系荣休教授，主攻中国史研究。

## 生平
白彬菊于1945年至1949年间就读于史密斯学院，获历史学学士学位。此后长期在高中从事历史教育工作。1958年起开始教授印度历史与中国历史。1966年起学习中文，次年进入耶鲁大学学习。1970年获硕士学位。同年前往台湾从事研究工作。1980年获博士学位，其博士论文题为《朱笔：清代军机处奏折制度和中央政府的决策过程》（The Vermilion Brush: The Grand Council Communications System and Central Government Decision-Making in Mid-Ch'ing China）。该论文后以《君主与大臣：清中期的军机处（1723－1820）》（Monarchs and Ministers: The Grand Council in Mid-Ch'ing China）为名出版，是她的代表作。1981年至1983年间，她曾任职于哈佛大学费正清中国研究中心。1983年起任教于耶鲁大学。她于2005年退休，任荣休教授。2024年，白彬菊在家中去世，享年96岁。

## 家庭
白彬菊的父亲拉塞尔·斯特吉斯·巴特利特（Russell Sturgis Bartlett）亦为耶鲁大学博士，曾任耶鲁大学物理学教授。白彬菊的曾外曾祖父（祖母之祖父）拉塞尔·斯特吉斯是一位活跃于中国贸易的商人。她的曾祖父则是中国首位留学生容闳的舅岳父（岳母之弟）。而她的母亲则是美国联邦参议员戴维·达格特的玄孙女。